# حسینیه مهتدی
حسینیه مهتدی مربوط به دوره قاجار است و در بیرجند، خیابان منتظری۱۰، پلاک ۱۵ واقع شده و این اثر در تاریخ ۱۱ مرداد ۱۳۸۴ با شمارهٔ ثبت ۱۲۵۶۹ به‌عنوان یکی از آثار ملی ایران به ثبت رسیده است.